# Begonia

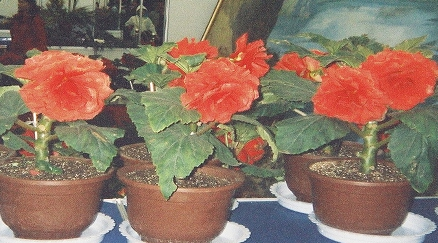
Begònies 'Kimjongilia' de Corea del Nord

Begonia és un gènere de plantes amb flor de la família de les begònies (Begoniaceae).

## Característiques
Són plantes perennes molt apreciades com a plantes de jardí i de test.
Charles Plumier, botànic francès va donar el nom al gènere en honor de Michel Bégon (1638-1710) governador d'Haití. El nom fou aprovat per Linnaeus.
Les espècies de begònia són normalment terrestres però també n'hi ha epífites. Són originàries de les zones de clima tropical humit d'Àfrica, Àsia, Amèrica del Sud i l'Amèrica Central.
El cultivar conegut com a Kimjongilia, nom basat en el de Kim Jong-il, és l'emblema floral de Corea del Nord.

## Taxonomia
N'hi ha unes 1,500 espècies i molts híbrids; cal destacar:
- Begonia acerifolia
- Begonia acetosa Vell.
- Begonia adpressa
- Begonia aequatorialis
- Begonia aequilateralis
- Begonia aeranthos
- Begonia aregenteo-guttata
- Begonia asympeltata
- Begonia auriculata Hook.
- Begonia bataiensis Kiew
- Begonia boliviensis
- Begonia bonus-henricus
- Begonia bowerae Ziesenh.
- Begonia boweri
- Begonia brandbygeana
- Begonia brevicyma C. DC.
- Begonia broussonetiifolia A. DC.
- Begonia cardiocarpa Liebm.
- Begonia carletonii Standl.
- Begonia carpinifolia Liebm.
- Begonia cavaleriei
- Begonia coccinea
- Begonia compacticaulis
- Begonia conchifolia A. Dietr.
- Begonia consobrina
- Begonia convallariodora C. DC.
- Begonia cooperi C. DC.
- Begonia copeyana C. DC.
- Begonia corredorana C. DC.
- Begonia cucullata var. cucullata Willd.
- Begonia davisii Hook. f.
- Begonia dentatobracteata
- Begonia dichroa
- Begonia dodsonii
- Begonia dregei
- Begonia duncan-thomasii
- Begonia eiromischa Ridl.
- Begonia estrellensis C. DC.
- Begonia exalata
- Begonia fischeri Schrank
- Begonia foliosa Kunth
  - Begonia foliosa var. miniata (= Begonia fuchsioides Hook.)
- Begonia froebelii
- Begonia furfuracea
- Begonia fusicarpa Irmsch.
- Begonia geminiflora
- Begonia glabra Aubl.
- Begonia goegoensis Br. N.E.
- Begonia grandis Dryand.
- Begonia guaduensis Kunth
- Begonia hainanensis
- Begonia harlingii
- Begonia hemsleyana
- Begonia heracleifolia Cham. i Schltdl.
- Begonia heydei C. DC.
- Begonia hirsuta Aubl.
- Begonia hitchcockii
- Begonia holmnielseniana
- Begonia ignea (Klotzsch) Warsz. ex A. D.C.
- Begonia imperialis Lem.
- Begonia involucrata Liebm.
- Begonia listida
- Begonia ludwigii
- Begonia lugonis
- Begonia macrocarpa Warb.
- Begonia maculata
- Begonia mannii Hook.f.
- Begonia masoniana
- Begonia metallica
- Begonia multinervia Liebm.
- Begonia napoensis
- Begonia natalensis
- Begonia nelumbiifolia Schltdl. i Cham.
- Begonia neoharlingii
- Begonia oaxacana A. DC.
- Begonia obliqua
- Begonia octopetala L'Héritier
- Begonia oellgaardii
- Begonia oxyanthera
- Begonia oxyloba Welw. ex Hook.f.
- Begonia palmata
- Begonia parcifolia
- Begonia parviflora Poepp. i Endl.
- Begonia pearcei
- Begonia pectennervia
- Begonia pedatifida
- Begonia pelargoniiflora
- Begonia peltatifolia
- Begonia plebeja Liebm.
- Begonia preussii
- Begonia pseudoviola
- Begonia quaternata L. B. Sm. i B. G. Schub.
- Begonia rajah Ridl.
- Begonia rex Putz.
- Begonia salaziensis
- Begonia schaeferi
- Begonia scharffii Hook.
- Begonia schmidtiana Regel
- Begonia secunda
- Begonia seemanniana A. DC.
- Begonia semhaensis
- Begonia semiovata Liebm.
- Begonia sericoneura Liebm.
- Begonia serotina
- Begonia socotrana
- Begonia sodiroi
- Begonia sparreana
- Begonia strigillosa A. Dietr.
- Begonia sutherlandii Hook.f.
- Begonia tetrandra
- Begonia tiger
- Begonia tonduzii C. DC.
- Begonia triramosa
- Begonia tropaeolifolia
- Begonia truncicola
- Begonia udisilvestris C. DC.
- Begonia urophylla Hook.
- Begonia urticae L. f.
- Begonia valvata
- Begonia veitchii
- Begonia venosa Skan.
- Begonia vestita C. DC.
- Begonia xerophyta
- Begonia ynesiae

### Híbrids
- Begonia ala d'angel
- Begonia 'Immense'
- Begonia × sedenii
- Begonia × semperflorens-cultorum hort.
- Begonia × tuberhybrida Voss - Begonies tuberoses (grup de cultivars)

## Galeria

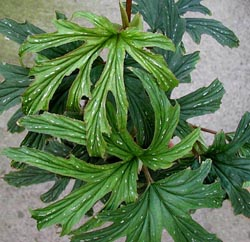
Begonia aconitifolia
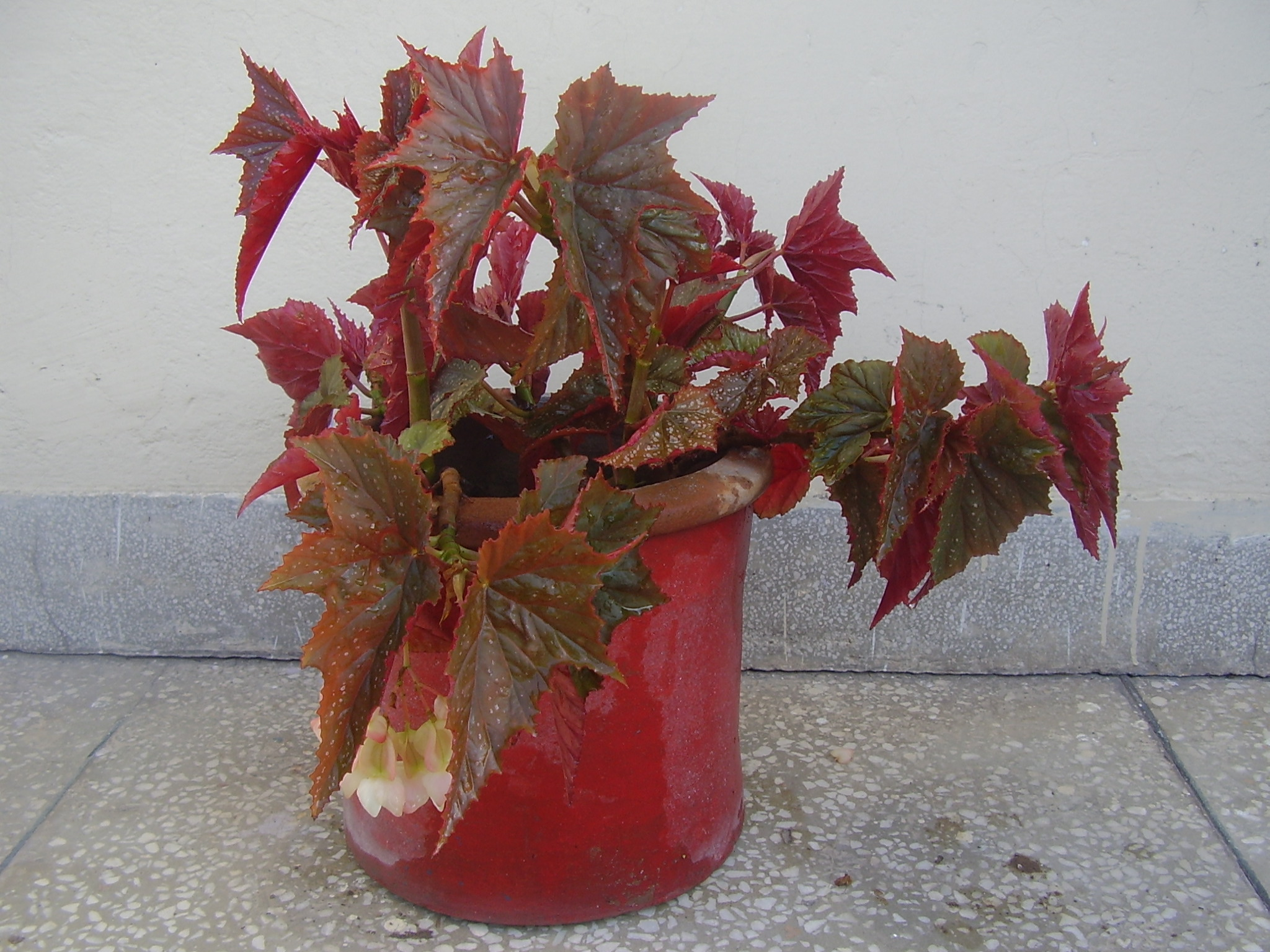
Begonia ala d'angel
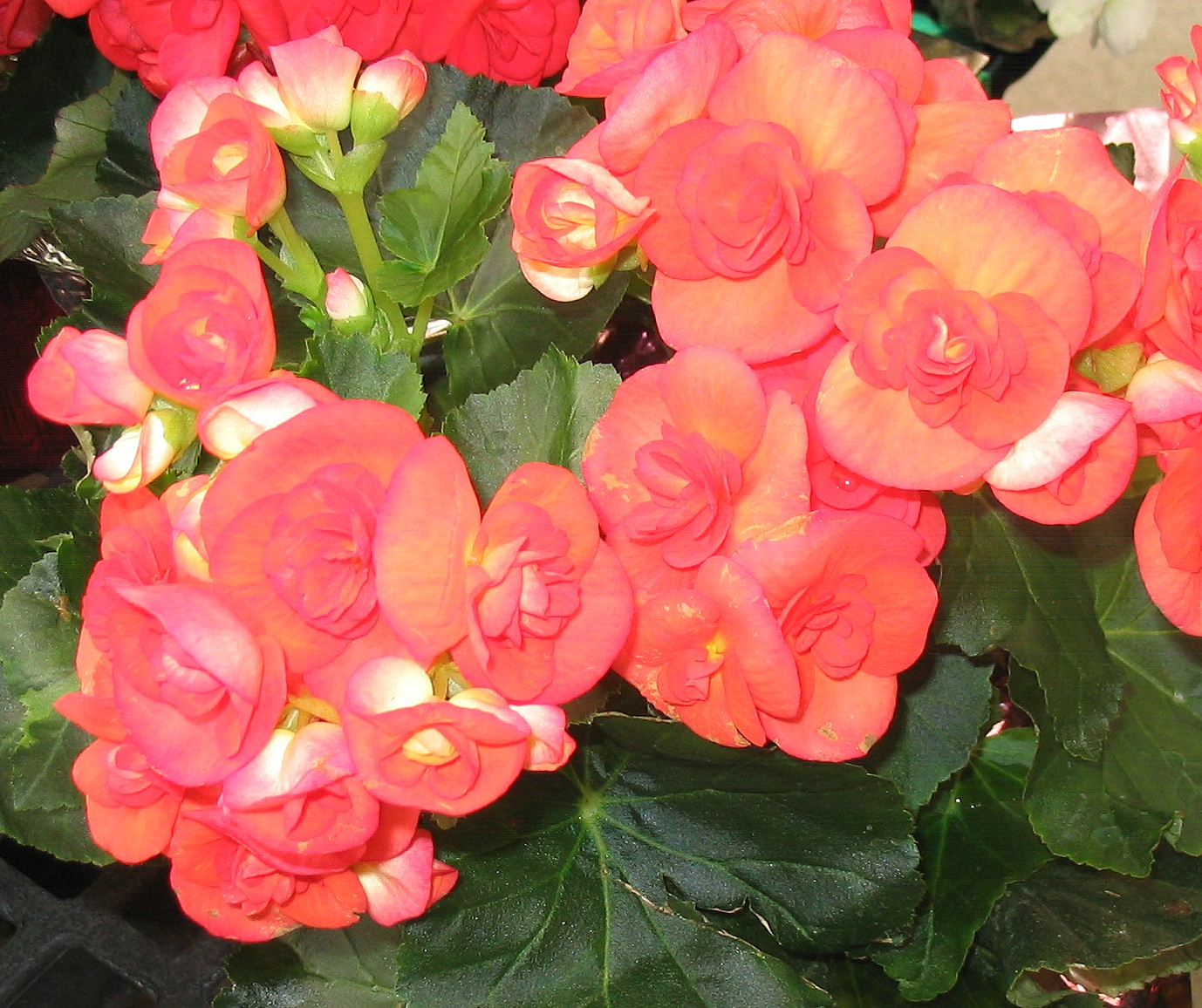
Begonia sp.
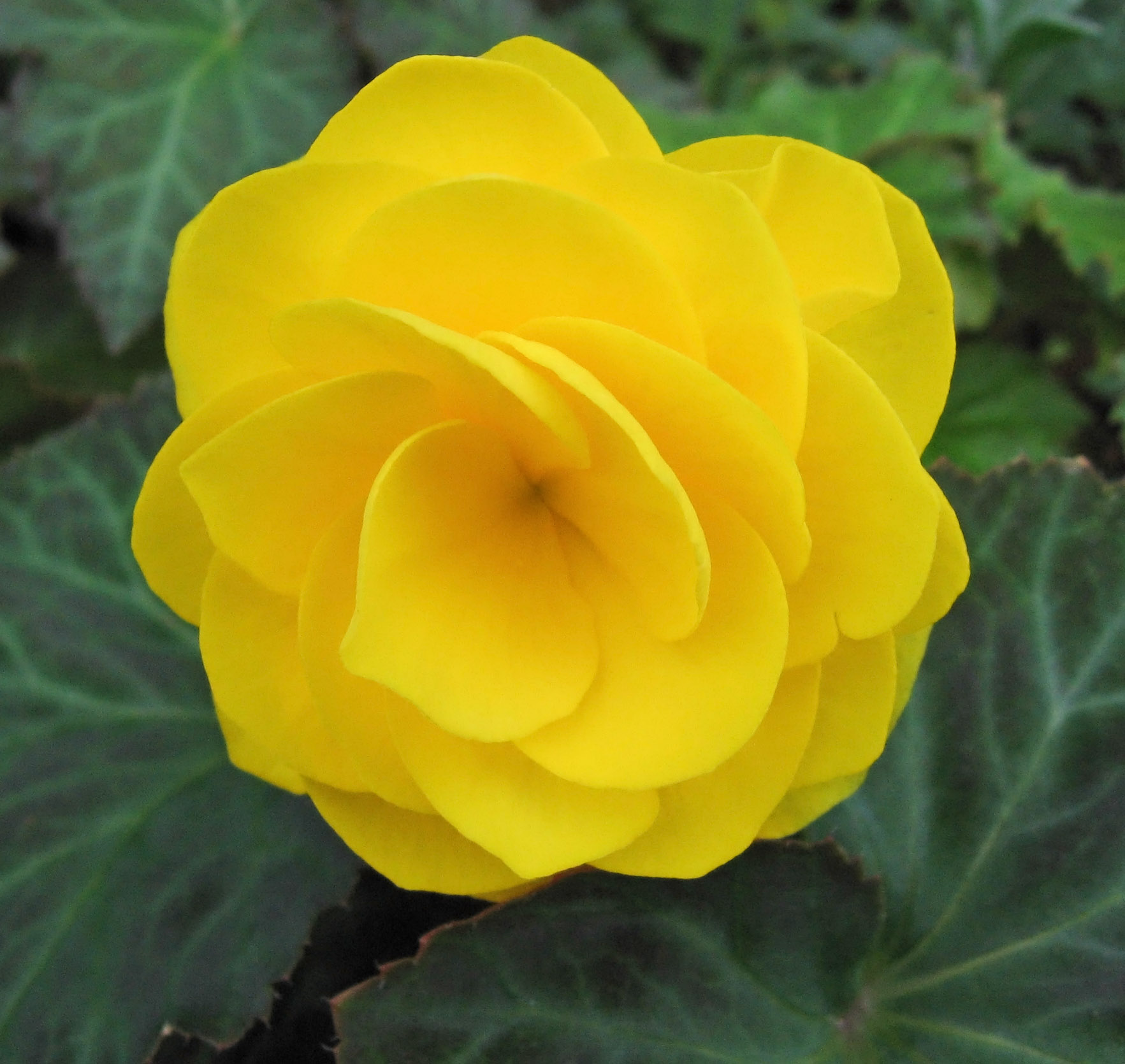
Cultivar groc
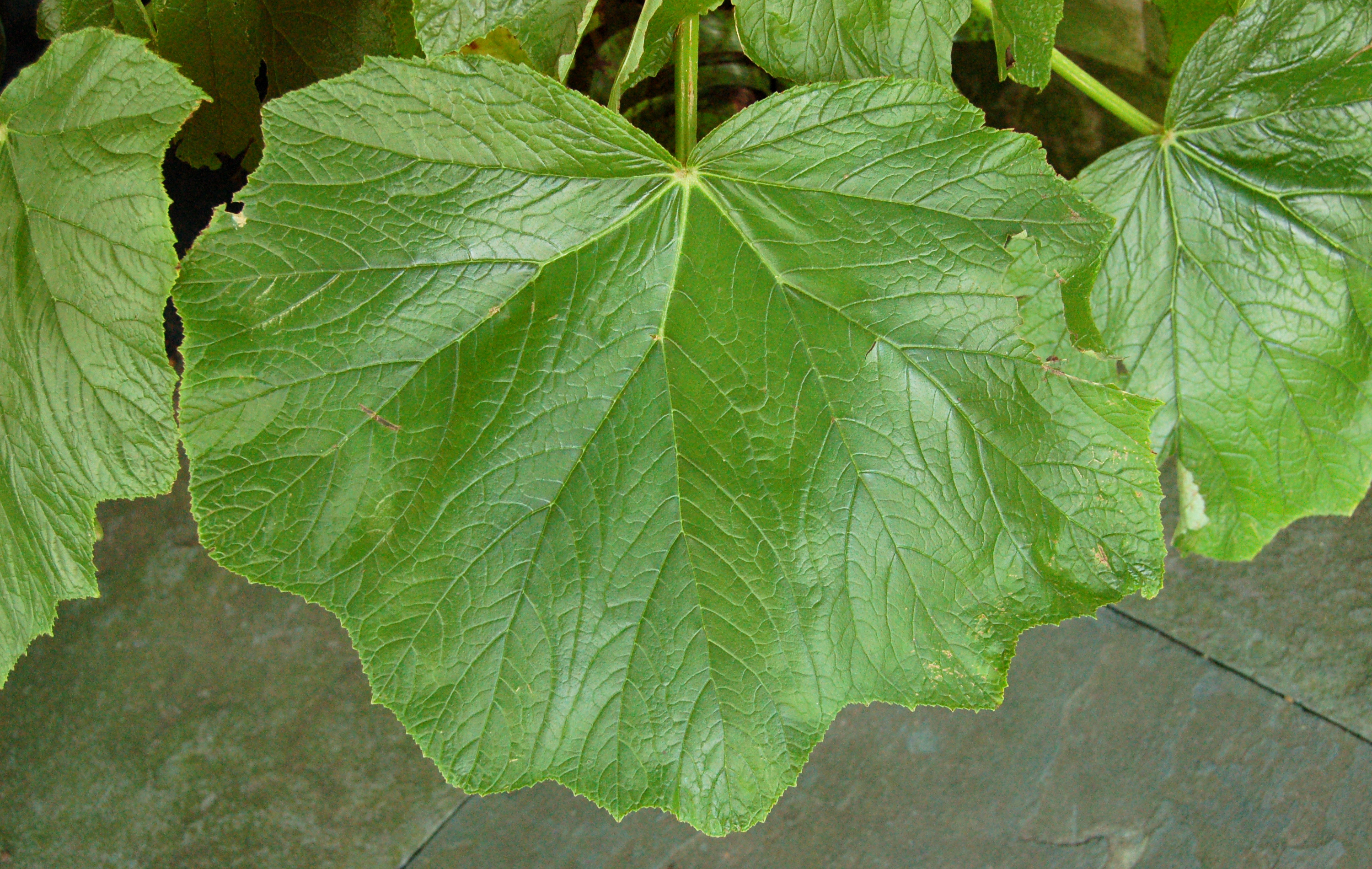
Fulla de Begonia sp.
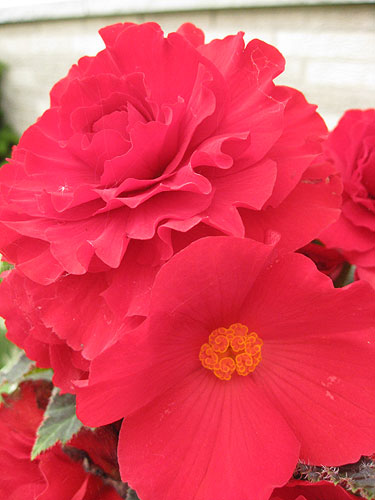
Flors mascle i femella
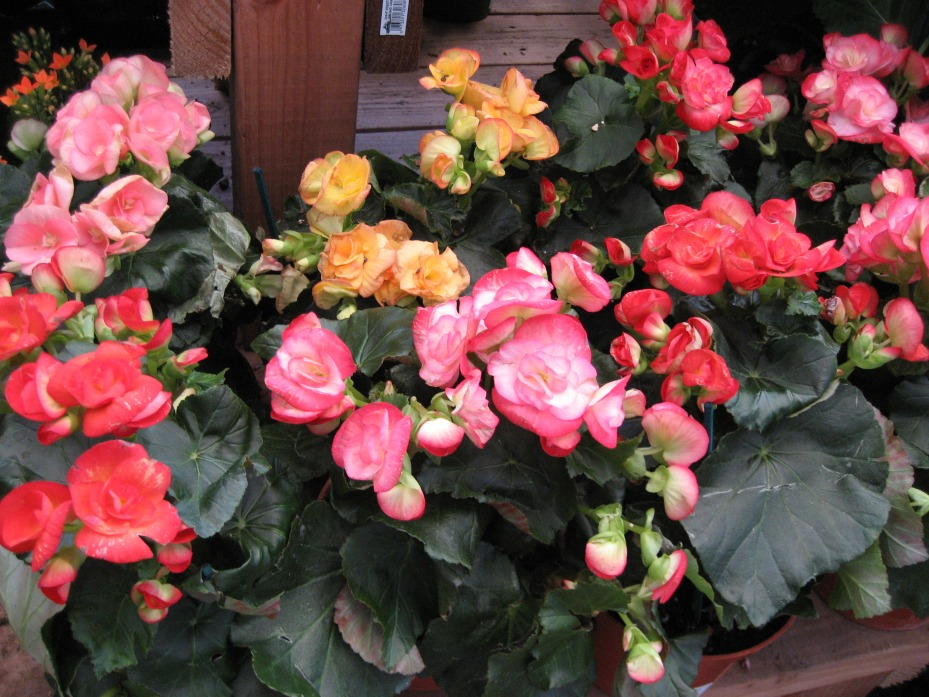
Begonia; cultivars